# Leineniederung Salzderhelden
Die Leineniederung Salzderhelden ist ein Naturschutzgebiet im Landkreis Northeim. Es ist 497 Hektar groß und liegt auf Gemeindegebieten von Einbeck und Northeim. Seit 2008 steht es unter Naturschutz und gehört zum Naturraum Weser- und Leinebergland.
Das Gebiet ist ein ausgedehnter, feuchtwiesenartiger Uferbereich der Leine. Es ist Rastgebiet für Zugvögel und Entenarten. Außerdem ist es Brutgebiet für den Wachtelkönig. Gastvögel sind u. a. Grünschenkel, Kampfläufer, Kiebitz und Löffelente. Es dehnt sich im Norden bis zu der zu Vogelbeck gehörenden Ortslage Müllershausen hin aus, im Osten bis Hohnstedt und bis in die Nähe von Edesheim sowie im Westen bis Stöckheim, Drüber und Sülbeck. Es grenzt an die Naturschutzgebiete „Polder I im Hochwasserrückhaltebecken Salzderhelden“ und „Wasservogelreservat Northeimer Seenplatte“.
Der Leine-Heide-Radweg, die Landesstraße 572 und die Bundesstraße 3 führen an dem Gebiet entlang.